# Мысленный эксперимент
Мы́сленный экспериме́нт в биологии, физике, философии и некоторых других областях знания — вид познавательной деятельности, в которой ключевая для той или иной научной теории ситуация разыгрывается не в реальном эксперименте, а в воображении. Мысленный эксперимент в физике зачастую напоминает доказательство теоремы методом от противного в математике, когда некоторое положение физической модели или схемы сначала отвергается, а затем путём преобразования модели мы приходим к противоречию с тем или иным принципом, который считается безусловно истинным. Например, с принципом отсутствия достаточного основания в ситуации зеркальной или какой-либо иной геометрической симметрии, принципом галилеевской инвариантности, принципом невозможности вечного двигателя, принципом причинности и т. д.

## Мыслительный эксперимент в биологии
Примером мыслительного эксперимента может служить демон Дарвина, предложенный Айзеком Азимовым, а также парадокс Левинталя.

## Мысленный эксперимент в физике
История механики в Новое время начинается с нескольких классических мысленных экспериментов Галилео Галилея. Это мысленный эксперимент с комнатой на корабле (находясь в комнате на корабле, мы никакими способами не можем установить, движется ли корабль или стоит на месте); мысленные эксперименты с маятником и так называемыми "горками Галилея"; мысленный эксперимент с падающими телами (если тяжёлое тело А падает быстрее лёгкого тела Б, как это считает Аристотель, то как будет падать тело, составленное из двух этих тел? Лёгкое тело должно тормозить тяжёлое, поэтому тело А+Б будет отставать от тела А. Но с другой стороны, тело А+Б тяжелее тела A, поэтому оно будет обгонять его: противоречие).
Яркие мысленные эксперименты в механике были изобретены Симоном Стевином (равновесие на наклонной плоскости, гидростатическое равновесие) и Христианом Гюйгенсом (движение тел под влиянием удара, определение приведённой длины физического маятника).
Богата мысленными экспериментами и история термодинамики, начинающаяся с работы Сади Карно Рассуждения о движущей силе огня и о машинах, способных развивать эту силу. В этом трактате были рассмотрены мысленные эксперименты с идеальной тепловой машиной Карно, в которых было показано, что максимальный КПД тепловой машины не зависит от используемого в ней рабочего вещества и определяется только температурами нагревателя и холодильника.
Известны также мысленные эксперименты Густава Кирхгофа и Вильгельма Вина, связанные с термодинамикой излучения.
Ряд мысленных экспериментов лежит в основе релятивистской электродинамики  и общей теории относительности. В частности, это мысленный эксперимент с «лифтом Эйнштейна», в котором постулируется невозможность локального эксперимента, позволяющего установить, находимся ли мы в ускоряющейся системе отсчёта или во внешнем гравитационном поле (по сути иллюстрирующий принцип эквивалентности инертной и гравитационной масс в общей теории относительности), и парадокс Эренфеста с вращающимся диском.
В некоторых случаях мысленный эксперимент обнаруживает противоречия теории и «обыденного сознания», что далеко не всегда является свидетельством неверности теории. Многие мысленные эксперименты известны в виде так называемых парадоксов. Так, знаменитый парадокс близнецов является, в сущности, мысленным экспериментом, демонстрирующим неприменимость «обыденного сознания» в релятивистской физике. В свою очередь парадокс убитого дедушки призван наглядно показать невозможность путешествия во времени.
Среди известных мыслительных экспериментов в современной физике, такие как больцмановский мозг, демон Лапласа, демон Максвелла, кот Шрёдингера.

## Мысленный эксперимент в философии
В философии мысленные эксперименты использовались с самого её зарождения, будучи тесно переплетены с прогнозированием. В частности, когда ученик спросил Конфуция, что тот сделал бы, если бы он был привлечён к управлению государством, тот ответил идеей исправления имён. Сократ также использовал мысленные эксперименты, например, в известной дилемме о смерти в Апологии Сократа (представим себе, что смерть есть вечный покой, но тогда она - не зло; представим себе, что смерть - попадание туда, куда попадают все люди, это значит, что там можно встретить множество известных людей, с которыми было бы крайне интересно пообщаться, но тогда она - не зло, следовательно, смерти не следует бояться) или в рассуждении о идее красоты в Гиппии Большем (представь, что Ты - один из богов, разве для Тебя будет казаться более красивой женщина из людей, чем для всякого человека - самка обезьяны?).
Известными примерами мысленных экспериментов в Античной философии являются также Апории Зенона («Стадион», «Ахиллес и черепаха», «Стрела»), демонстрирующие логическую противоречивость представлений о непрерывности пространства и времени.
Известнейшим рассуждением Нового времени, построенным с учётом мысленных экспериментов, является пари Паскаля. Также большое влияние в последующем развитии философии и науки имели и всё ещё сохраняют его, как василиск Роко, китайская комната, комната Марии, мозг в колбе, теорема о бесконечных обезьянах, философский зомби, чайник Рассела.
В XX в. чрезвычайно популярными в философии, психологии и поведенческой экономике становятся мысленные эксперименты, в которых оцениваются возможные выборы поведения в рамках заданной ситуации. Самым известным таким экспериментом стала этическая проблема вагонетки, к которой фактически сводимы многие другие задачи, связанные с выбором оптимального поведения. Сегодня такого рода мысленные эксперименты в виде тестов со множественными выборами используются для исследований в сфере создания программ беспилотных автомобилей.